# Ярославская (порода коров)
Яросла́вская поро́да (разг. Яросла́вка) — порода крупного рогатого скота молочного направления продуктивности.

## История

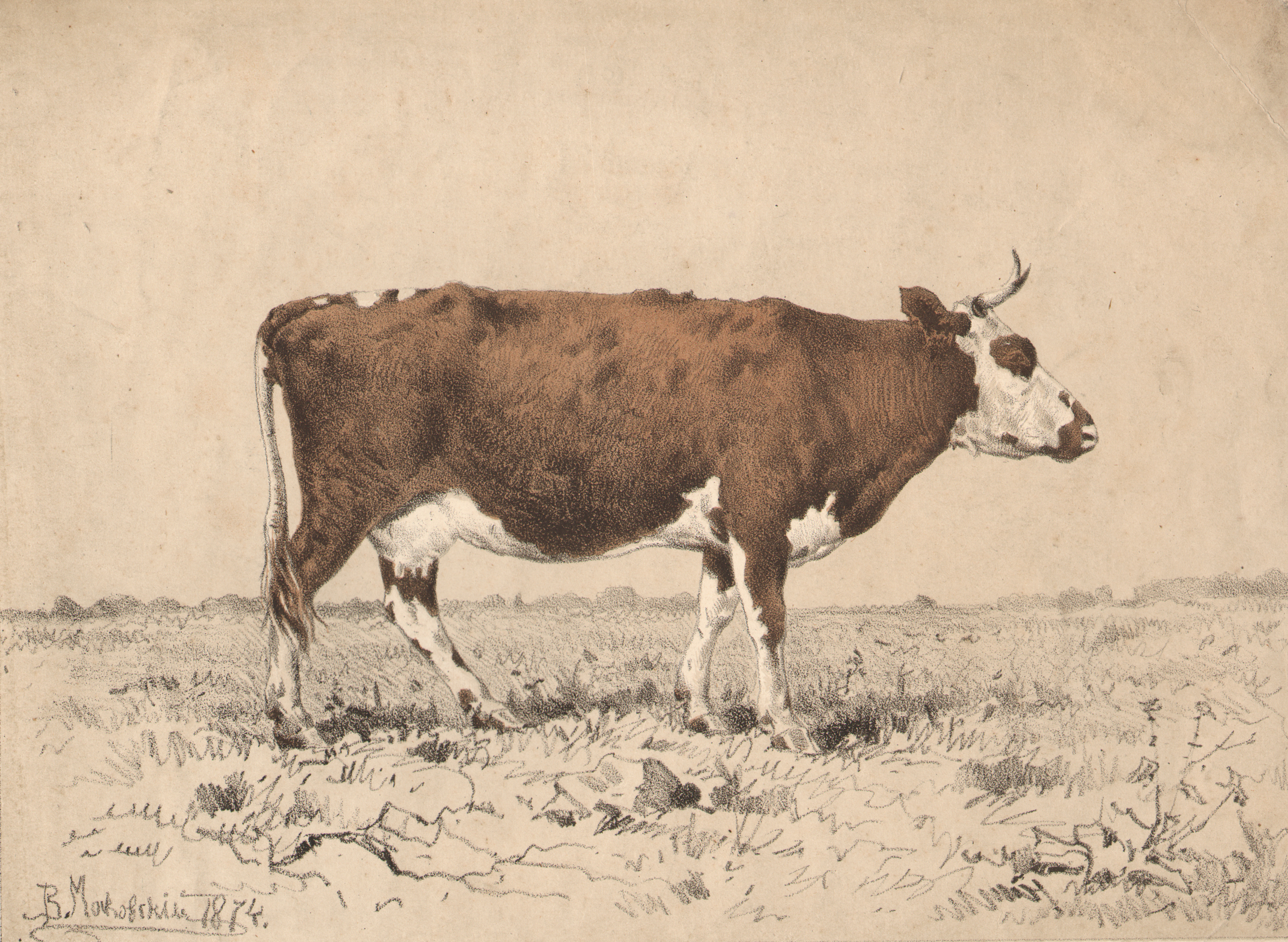
Владимир Маковский Корова ярославского скота, 1874, литография

Выведена в XIX веке в Ярославской губернии по поймам рек Волги, Шексны и Мологи. Выведению породы способствовали возросший спрос на продукты животноводства вследствие роста городов (Москва, Санкт-Петербург, Ярославль), с которыми имелось удобное сообщение, и возникновение в 1880-х годах маслодельной и сыроваренной промышленности.
Выведение велось возникшими молочными товариществами длительным отбором местных северных великорусских коров и разведением лучшего скота «в себе». Первое время отбор производили по масти, значительно позднее — по удою и жирномолочности.
В начале XX века порода стала известна и распространилась в соседних губерниях. Начал проводиться отбор производителей, главным образом по экстерьеру, так как учёт продуктивности ещё не был организован. Земство создало случные пункты, проводило выставки скота, возникли контрольные союзы.
После революции племенную работу осуществляли крупные контрольные товарищества, а также крестьянские племенные рассадники. В 1924 году открыта губернская племенная книга, в 1925 году — ГКПЖ. С 1933 года племенная работа проводилась через госплемрассадники, реорганизованные впоследствии в государственные станции по племенной работе. В 1936—1937 годах в некоторых стадах шло вводное скрещивание с быками остфризской породы, вызвавшее снижение жирности молока. В 1980-х годах с целью повышения молочной продуктивности и исправления экстерьерных недостатков проводилось скрещивание с быками голштинской породы, был выведен высокопродуктивный Михайловский тип ярославского скота.
В советское время разводилась в Ярославской, Ивановской, Калининской, Вологодской, Костромской, Тюменской и других областях РСФСР. На 1 января 1985 года у государства имелось 802 тысячи голов скота ярославской породы.
Использовалась при выведении костромской и истобенской пород.

## Характеристика

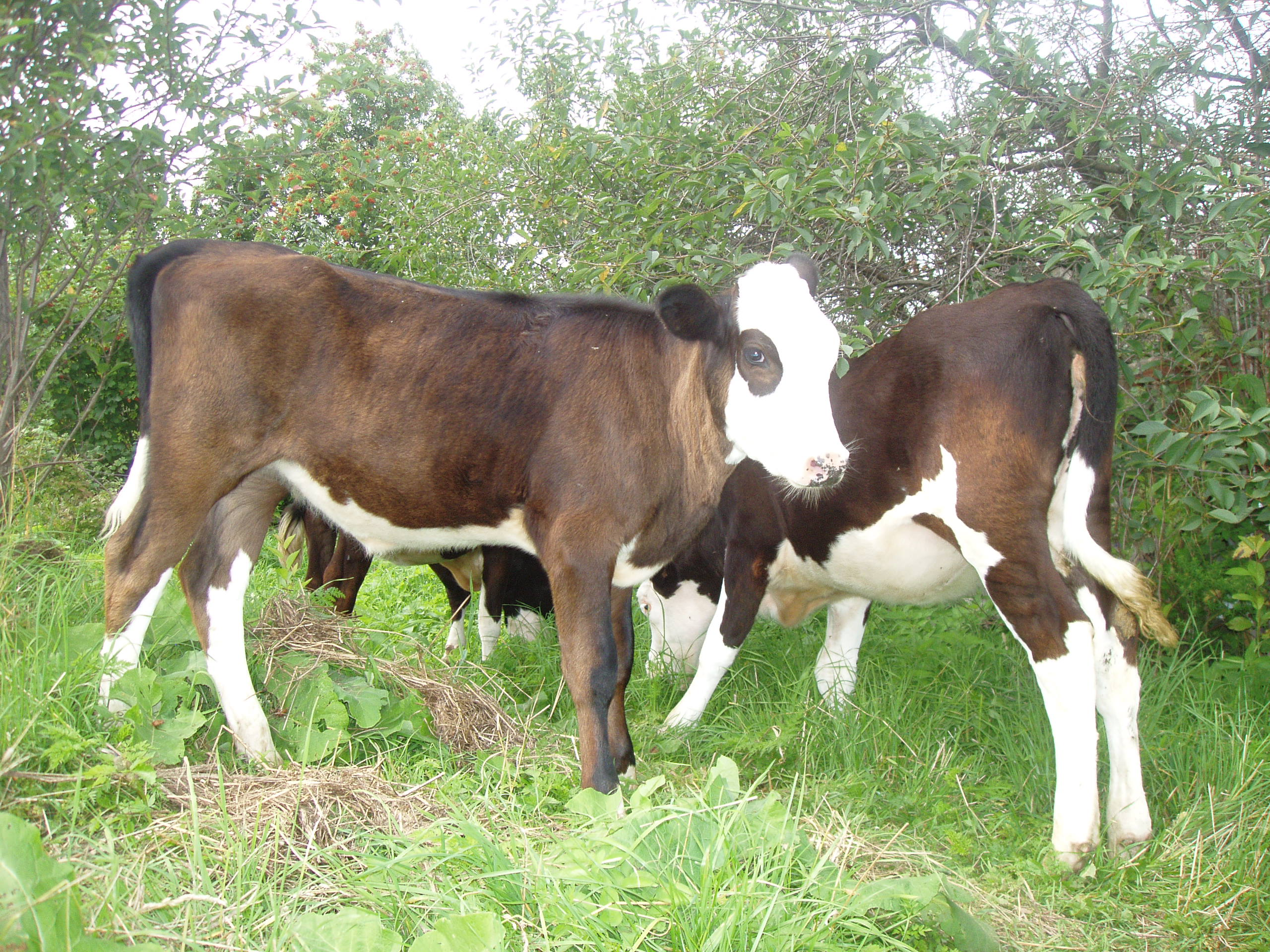
Телята

Ярко выраженный молочный тип телосложения. Формы угловатые. Размеры средние, высота коров в холке 125—127 см, косая длина туловища 152—155 см. Хорошо развитый костяк. Сухая лёгкая голова с удлинённой лицевой частью. Глубокая (66—69 см) узкая (35-37 см) грудь со слабо развитым подгрудком. Глубокое растянутое туловище. Высокая, иногда суженная холка. Ноги сравнительно низкие, с тонким костяком (обхват пясти 17—18 см). Слаборазвитая мускулатура. Зад широкий, встречается свислый и крышеобразный крестец.
Средней величины железистое чашеобразное вымя. Цилиндрические средней длины соски; передние часто широко расставлены, задние сближены. Тонкая, нежная кожа вымени, молочные вены развиты удовлетворительно.
Масть в основном чёрная; голова белая, вокруг глаз чёрная окраска («очки»); брюхо, нижняя часть конечностей и кончик хвоста белые; носовое зеркало тёмное. Встречаются красные животные с белой головой.

## Использование
Молоко ярославских коров одно из лучших по сыропригодности. Содержание жира и белка в молоке %, в зависимости от породы коров. Наилучшие характеристики молока у коров пород Джерси, Ярославская и Айрширская
Средние удои — 5000—6000 кг, суточный рекорд (корова Вена) — 82,15 кг. Жирность молока — 4—4,5 %, в лучших хозяйствах (племзавод «Горшиха») — 4,4—4,5 %, рекорд (корова Длань) — 6,1 % (средняя за год). Содержание белка в молоке 3,4—3,7 %, индекс вымени 40—44 %.
В 2021 году в племенных хозяйствах Ярославской области от особей-рекордсменок получают надои 12000—14000 кг молока.
На 2022 год ориентир продуктивности породы не хуже: 6800 кг молока, содержание жира - 4,4%, содержание белка - 3,3%, на основании оценки племенной ценности быков-производителей. Лучшие показатели у четырех линий: Вольный 470, Добрый 593, Жилет 345, Март 56.
Масса быков — 700—900, до 1200 кг, коров — 450—550 кг. Новорожденные массой 27-32 кг; к 6-месячному возрасту тёлки весят 160—170 кг, среднесуточные приросты 0,7—0,75 кг; к 12-месячному возрасту бычки могут весить 350—370 кг, среднесуточные приросты живой массы 0,8—0,9 кг; к 18-и месячному возрасту бычки могут весить 440—450, до 495 кг; тёлки — 350—380 кг.
Убойный выход 52—57, до 60—62 %. Мясные качества удовлетворительные.
Среди основных преимуществ породы — вкусовые и питательные качества молока, устойчивость к болезням, особенно к лейкозу.

## Распространение
Поголовье составляет не более 300 тысяч голов (2007 год), то есть не более 2,5 % общей численности  крупного рогатого скота России (2005 год). Животных Ярославской породы разводят в семи регионах, наибольшее поголовье в Ярославской, Тверской, Ивановской и Вологодской областях.
Скот ярославской породы разводят в 8 регионах РФ: Ярославской, Ивановской, Тверской, Костромской, Московской, Вологодской, Калужской областях и Ставропольском крае. На 01.01.2017 г. в РФ имелось 48,33 тыс. голов подконтрольного поголовья крупного рогатого скота ярославской породы, в том числе 29,78 тыс. коров. В настоящее время относительная численность скота ярославской породы составляет 1,7 %. Лучшая часть породы и основное поголовье (61,0 %) сосредоточено в Ярославской области. По численности подконтрольного поголовья ярославская порода занимает восьмое место среди ведущих молочных пород РФ. Молочная продуктивность по данным Ежегодника ВНИИплем, 2016 г. 5769 кг (5-е место), жирность 4,22 % (1-е место), белок 3,18 % (4-е место)
Ныне ярославка вытесняется наиболее удойными иностранными породами и относится к категории резко сокращающихся, но сохраняющих селекционное значение.